# Spermospora lolii
Spermospora lolii är en svampart som beskrevs av MacGarvie & O'Rourke 1969. Spermospora lolii ingår i släktet Spermospora, divisionen sporsäcksvampar och riket svampar.   Inga underarter finns listade i Catalogue of Life.